# 人間機械
『人間機械』（にんげんきかい、原題：Machines）は、2016年に公開されたインドのドキュメンタリー映画。ラーフル・ジャインの監督デビュー作であり、インド・グジャラート州の繊維工場で働く労働者の姿を通して労使の不平等や、労働者の現状の告発を主題としている。

## 製作
2015年11月にゴア州で開催されたフィルムバザールに製作途中の映画を出品し、内容に関心を抱いたフィンランド人の審査員がプロデューサーを務めることを申し出て、ドイツの共同製作者がポストプロダクションの資金提供を申し出て完成された。ラーフル・ジャインは繊維工場に3か月間滞在して撮影を行ったが、それが原因で聴力が麻痺して2年間大きな音の音楽を聴くことができなくなったという。

## 公開
2016年11月17日にアムステルダム国際ドキュメンタリー映画祭で上映され、2017年1月20日にはサンダンス映画祭で上映された。2月16日にはニューヨーク近代美術館でプレミア上映が行われた。
日本では山形国際ドキュメンタリー映画祭コンペティション部門で上映され、2018年7月21日から一般上映された。

## 評価
Rotten Tomatoesには25件のレビューが寄せられ、支持率92%となっている。